# Abigail Johnston
Abigail „Abby” Louise Johnston (ur. 16 listopada 1989) – amerykańska skoczkini do wody. Srebrna medalistka olimpijska z Londynu.
Po medal sięgnęła w skokach synchronicznych z trampoliny trzymetrowej, partnerowała jej Kelci Bryant. Zawody w 2012 były jej pierwszymi igrzyskami olimpijskimi. Sięgnęła po brąz uniwersjady w 2009 w skokach z trampoliny trzymetrowej.